# Helvetica (film)
Pour les articles homonymes, voir Helvetica (homonymie).
Pour plus de détails, voir Fiche technique et Distribution.
Helvetica est un long métrage documentaire indépendant britannique de 2007 sur la typographie et le design graphique, centré sur la police de caractères Helvetica.
Réalisé par Gary Hustwit, le film est sorti en 2007 pour coïncider avec le 50e anniversaire de l'introduction de la police en 1957 et est considéré comme le premier de la trilogie du design (en) par le réalisateur.

## Synopsis
Helvetica est un documentaire qui interroge de nombreux graphistes impliqués dans l'histoire ou l'utilisation moderne de la police Helvetica. Les premiers entretiens discutent du créateur original Alfred Hoffmann et de ses objectifs de création d'un caractère clair et lisible lié aux idéaux du mouvement moderniste. Les concepteurs soulignent également les « mauvaises habitudes » typographiques des œuvres antérieures des années 1950, auxquelles Helvetica a tenté de remédier. Par exemple, des lettres illisibles faites à la main et des cursives exiguës.
Tout au long du film, divers montages d'Helvetica apparaissant dans des scènes urbaines et pop culture intercalent les interviews.
Plus tard, d'autres intervieweurs soulignent les critiques formulées à l'égard d'Helvetica. Par exemple, Stefan Sagmeister estime que la police est trop ennuyeuse et restrictive. David Carson, auteur de The End of Print: The Grafik Design of David Carson (1995) souligne la différence entre lisibilité et bonne communication. Il déclare qu'une police dessinée à la main peut être intentionnellement plus difficile à lire, afin de communiquer l'accent mis sur le lecteur. D'autres designers n'aiment pas Helvetica pour des raisons idéologiques. Ils préfèrent plutôt les polices illustrées à la main, centrées sur le postmodernisme et rejetant le conformisme.
Plusieurs entretiens, dont celui de Michael Place, révèlent une troisième position sur Helvetica. Ces créateurs-interviewés s'approprient son omniprésence et le défi de le faire « parler autrement ». Une autre interview très médiatisée met en vedette Massimo Vignelli, responsable de la création des panneaux directionnels pour le système de métro de New York. Lui aussi propose une position nuancée sur le succès et l’importance de la police.
Le film se termine par des commentaires sur la prévalence croissante du design graphique comme expression de soi, citant le site de médias sociaux Myspace et sa fonctionnalité permettant aux utilisateurs de personnaliser entièrement le style de leur page.

## Fiche technique
- Titre original : Helvetica
- Réalisation : Gary Hustwit
- Scénario :
- Photographie : Luke Geissbuhler
- Montage : Shelby Siegel
- Musique : Kristian Dunn
- Production : Gary Hustwit
- Sociétés de production :
- Pays de production : Royaume-Uni
- Langue originale : anglais
- Format : couleur
- Genre :
- Durée : 80 minutes
- Dates de sortie :
  - Royaume-Uni : 27 mars 2007 (Dallas International Film Festival)

## Personnes interrogées
- Manfred Schulz
- Massimo Vignelli
- Rick Poynor
- Wim Crouwel
- Matthew Carter
- Alfred Hoffmann, le fils d'Eduard Hoffmann
- Mike Parker, directeur du développement typographique de Linotype.
- Otmar Höfer
- Bruno Steinert
- Hermann Zapf
- Michael Bierut
- Leslie Savan
- Tobias Frere-Jones
- Jonathan Höfler
- Erik Spiekermann
- Neville Brody
- Lars Müller
- Paula Scher
- Stefan Sagmeister
- David Carson
- Experimental Jetset (de)
- Michael C. Place
- Norm

## Production
Hustwit sur son inspiration pour le film : « Quand j'ai commencé ce projet, je ne pouvais pas croire qu'un film comme celui-ci n'existait pas déjà, parce que ces gens sont des dieux et des déesses. Ce qu'ils font est bien plus que de simples logos et une image de marque d'entreprise — ils conçoivent les caractères que nous lisons tous les jours dans les journaux et les magazines, à l'écran et à la télévision. Les polices ne naissent pas seulement de Microsoft Word : il y a des êtres humains et d'énormes histoires derrière elles. ».

### Réception critique
Le rédacteur en chef du New York Sun, Steve Dollar, a affirmé que le film était « plus convaincant qu'on pourrait l'imaginer ».
Le rédacteur en chef de Time Out, David Jenkins, qualifie le film de « ... astucieusement photographié, parfaitement monté et propulsé par une magnifique bande-son de rock ambiant... ».

## Voir également
- Moog (en), un film documentaire sur le synthétiseur analogique, réalisé par Hans Fjellestad.
- Objectified (en)
- Urbanized (en)